# Бервіль-ан-Румуа
Берві́ль-ан-Румуа́ (фр. Berville-en-Roumois) — колишній муніципалітет у Франції, у регіоні Нормандія, департамент Ер. Населення — 788 осіб (2011).
Муніципалітет був розташований на відстані близько 125 км на північний захід від Парижа, 27 км на південний захід від Руана, 39 км на північний захід від Евре.

## Історія
До 2015 року муніципалітет перебував у складі регіону Верхня Нормандія. Від 1 січня 2016 року належав до нового об'єднаного регіону Нормандія.
1 січня 2017 року Бервіль-ан-Румуа, Богерар-де-Маркувіль i Ульбек-пре-ле-Гро-Тей було об'єднано в новий муніципалітет Ле-Мон-дю-Румуа.

## Демографія
Динаміка населення (INSEE ):
Розподіл населення за віком та статтю (2006):
| Стать | Всього | До 15 років | 15-24 | 25-44 | 45-64 | 65-85 | Понад 85 |
| --- | ------ | ----------- | ----- | ----- | ----- | ----- | -------- |
| Чоловіки | 352    | 84          | 24    | 80    | 144   | 16    | 4        |
| Жінки | 340    | 48          | 36    | 96    | 124   | 36    | 0        |
| \| Статево-вікова піраміда \| Статево-вікова піраміда \| Статево-вікова піраміда \| \| ----------------------- \| ----------------------- \| ----------------------- \| \| Чоловіки \| Вік \| Жінки \| \| 4 \| 85 + \| 0 \| \| 0 \| 80-84 \| 8 \| \| 4 \| 75-79 \| 12 \| \| 4 \| 70-74 \| 8 \| \| 8 \| 65-69 \| 8 \| \| 24 \| 60-64 \| 24 \| \| 44 \| 55-59 \| 44 \| \| 40 \| 50-54 \| 28 \| \| 36 \| 45-49 \| 28 \| \| 16 \| 40-44 \| 32 \| \| 24 \| 35-39 \| 28 \| \| 32 \| 30-34 \| 32 \| \| 8 \| 25-29 \| 4 \| \| 4 \| 20-24 \| 20 \| \| 20 \| 15-20 \| 16 \| \| 12 \| 10-14 \| 20 \| \| 44 \| 5-9 \| 20 \| \| 28 \| 0-4 \| 8 \| |        |             |       |       |       |       |          |
| Статево-вікова піраміда |        |             |       |       |       |       |          |
| Чоловіки | Вік    | Жінки       |       |       |       |       |          |
| 4 | 85 +   | 0           |       |       |       |       |          |
| 0 | 80-84  | 8           |       |       |       |       |          |
| 4 | 75-79  | 12          |       |       |       |       |          |
| 4 | 70-74  | 8           |       |       |       |       |          |
| 8 | 65-69  | 8           |       |       |       |       |          |
| 24 | 60-64  | 24          |       |       |       |       |          |
| 44 | 55-59  | 44          |       |       |       |       |          |
| 40 | 50-54  | 28          |       |       |       |       |          |
| 36 | 45-49  | 28          |       |       |       |       |          |
| 16 | 40-44  | 32          |       |       |       |       |          |
| 24 | 35-39  | 28          |       |       |       |       |          |
| 32 | 30-34  | 32          |       |       |       |       |          |
| 8 | 25-29  | 4           |       |       |       |       |          |
| 4 | 20-24  | 20          |       |       |       |       |          |
| 20 | 15-20  | 16          |       |       |       |       |          |
| 12 | 10-14  | 20          |       |       |       |       |          |
| 44 | 5-9    | 20          |       |       |       |       |          |
| 28 | 0-4    | 8           |       |       |       |       |          |

## Економіка
2010 року серед 520 осіб працездатного віку (15—64 років) 384 були активними, 136 — неактивними (показник активності 73,8%, у 1999 році було 74,9%). З 384 активних мешканців працювало 359 осіб (189 чоловіків та 170 жінок), безробітними було 25 (7 чоловіків та 18 жінок). Серед 136 неактивних 41 особа була учнем чи студентом, 69 — пенсіонерами, 26 були неактивними з інших причин.

У 2010 році в муніципалітеті числилось 310 оподаткованих домогосподарств, у яких проживали 828,5 особи, медіана доходів виносила 22 240 євро на одного особоспоживача